# جان بارت (بازیکن فوتبال)
جان بارت (انگلیسی: John Barratt; ۲۳ ژانویهٔ ۱۹۱۶ – ۲۰۰۲ (۸۵−۸۶ سال)) بازیکن فوتبال بود.